# Бродв'ю-Гайтс (Огайо)
Бродв'ю-Гайтс (англ. Broadview Heights) — місто (англ. city) в США, в окрузі Каягога штату Огайо. Населення — 19 936 осіб (2020).

## Географія
Бродв'ю-Гайтс розташований за координатами 41°19′5″ пн. ш. 81°40′45″ зх. д. / 41.31806° пн. ш. 81.67917° зх. д. (41.318155, -81.679264).  За даними Бюро перепису населення США в 2010 році місто мало площу 33,85 км², з яких 33,80 км² — суходіл та 0,05 км² — водойми.

## Демографія
Згідно з переписом 2010 року, у місті мешкало 19 400 осіб у 7698 домогосподарствах у складі 5255 родин. Густота населення становила 573 особи/км².  Було 8237 помешкань (243/км²).
Расовий склад населення:
| - 91,0 % — білих - 5,2 % — азіатів - 2,1 % — чорних або афроамериканців - 0,1 % — корінних американців |

До двох чи більше рас належало 1,3 %. Частка іспаномовних становила 1,8 % від усіх жителів.
За віковим діапазоном населення розподілялося таким чином: 24,6 % — особи молодші 18 років, 60,6 % — особи у віці 18—64 років, 14,8 % — особи у віці 65 років та старші. Медіана віку мешканця становила 41,5 року. На 100 осіб жіночої статі у місті припадало 92,7 чоловіків;  на 100 жінок у віці від 18 років та старших — 89,6 чоловіків також старших 18 років.
Середній дохід на одне домашнє господарство  становив 98 943 долари США (медіана — 76 918), а середній дохід на одну сім'ю — 115 107 доларів (медіана — 97 692). Медіана доходів становила 70 121 долар для чоловіків та 45 740 доларів для жінок. За межею бідності перебувало 4,1 % осіб, у тому числі 5,3 % дітей у віці до 18 років та 1,1 % осіб у віці 65 років та старших.
Цивільне працевлаштоване населення становило 10 011 осіб. Основні галузі зайнятості: освіта, охорона здоров'я та соціальна допомога — 26,3 %, науковці, спеціалісти, менеджери — 13,0 %, виробництво — 12,9 %.